# Musée des sciences médicales de Hong Kong
Le musée des sciences médicales de Hong Kong (香港醫學博物館, Hong Kong Museum of Medical Sciences), également référé sous le nom d'ancien institut pathologique, est situé dans le quartier des Niveaux intermédiaires dans un bâtiment restauré de style édouardien, reconverti en musée depuis mai 1995.
Le but du musée est de promouvoir la collecte et la préservation de matériaux d'intérêt historique liés au développement de l'industrie médicale à Hong Kong. À l'occasion, des expositions sont organisées par le musée pour présenter des informations et des nouvelles médicales de base et des avancées. L'un de ses principaux objectifs est de contribuer à susciter l'intérêt du public pour l'histoire médicale de Hong Kong et d'en apprendre davantage sur la santé et les maladies.

## Histoire
Le bâtiment qui accueillera plus tard le musée des sciences médicales de Hong Kong est construit en 1906. Il est conçu par Leigh & Orange (en) comme un institut bactériologique et rebaptisé « Institut pathologique » après la Seconde Guerre mondiale.
Premier laboratoire de bactériologie médicale de Hong Kong, il est construit en briques rouges et se compose de trois blocs. Le bloc principal est un bâtiment de deux étages avec un sous-sol. Le deuxième est utilisé comme dortoir et le troisième est destiné à garder des animaux.
En 1972, l'institut est déplacé sur Victoria Road (en) et le bâtiment est ensuite utilisé comme entrepôt pour le service de pathologie du département de la santé.
Le bâtiment est classé monument déclaré en 1990. En 1995, il est remis au gouvernement de Hong Kong et transformé en musée public.

## Installations
Il s'agit d'un bâtiment à trois niveaux occupant 10 000 pieds carrés (930 m²) et se compose de 11 galeries d'exposition, dont une galerie pour Tai Ping Shan, une salle de jeux, une bibliothèque et le théâtre de conférence Gordon King.
Les galeries comprennent :
- la galerie Lui Hac Minh.
- la galerie de l'association pour la tuberculose, les maladies thoraciques et cardiaques de Hong Kong.
- le collège de radiologues de Hong Kong.

## Accès
Le musée est accessible à distance de marche depuis la station de Sheung Wan du métro de Hong Kong et est desservi par les lignes 12, 12M, 13, 23, 23B, 40, 40M et 103 de Citybus et New World First Bus

## Galerie

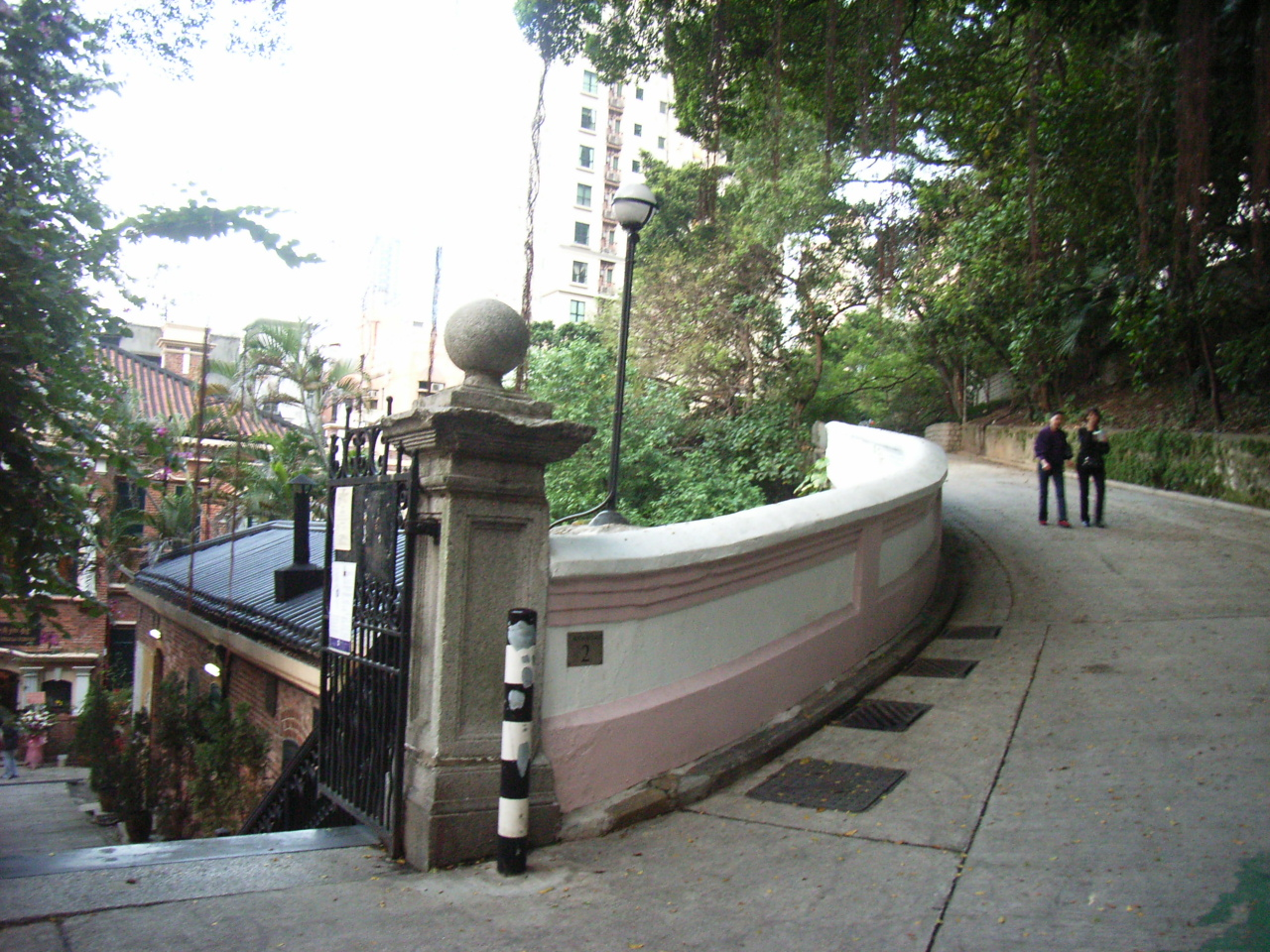
Une entrée du musée depuis Caine Lane.
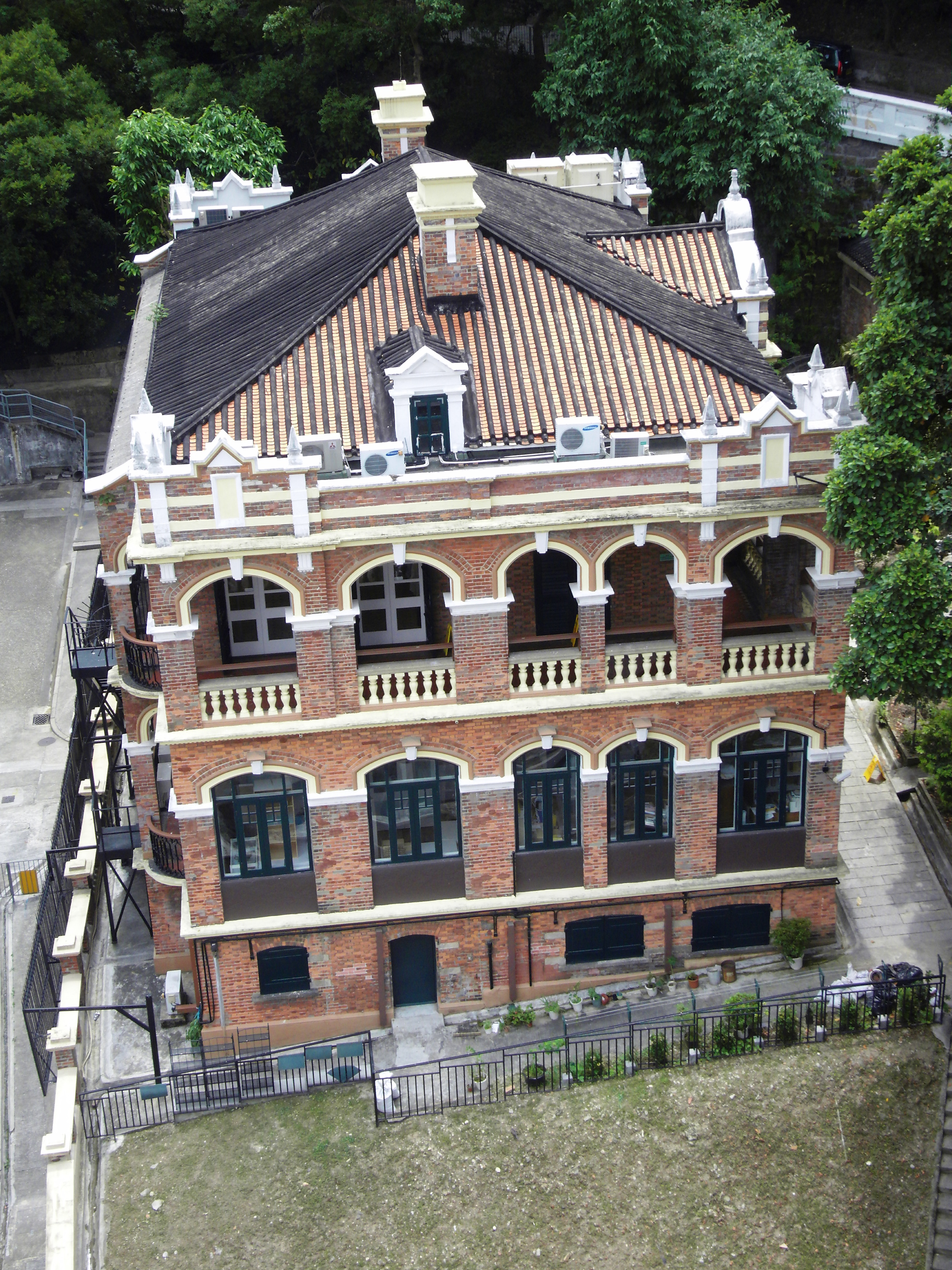
Vue aérienne du bâtiment.
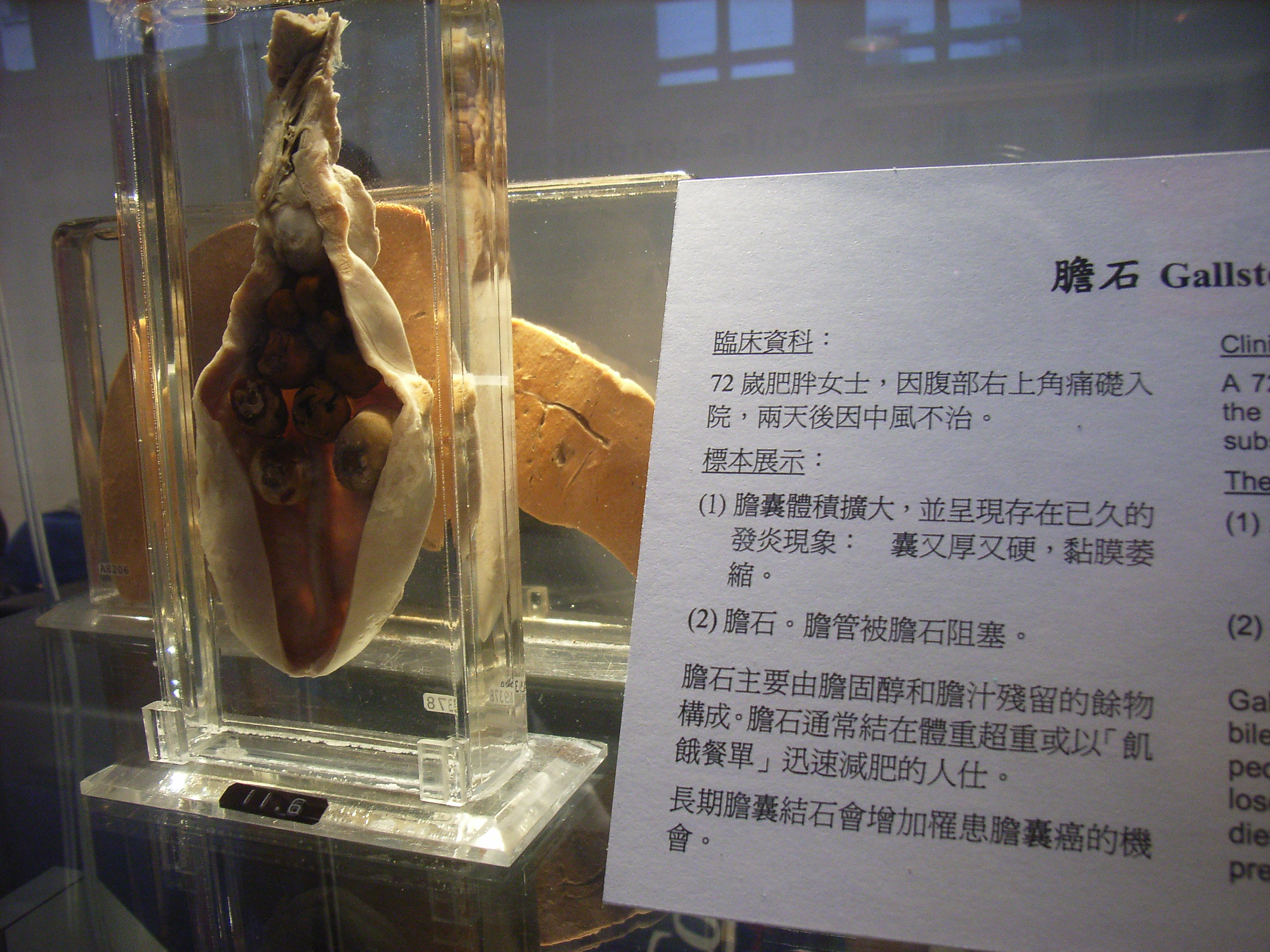
Un spécimen dans le musée.
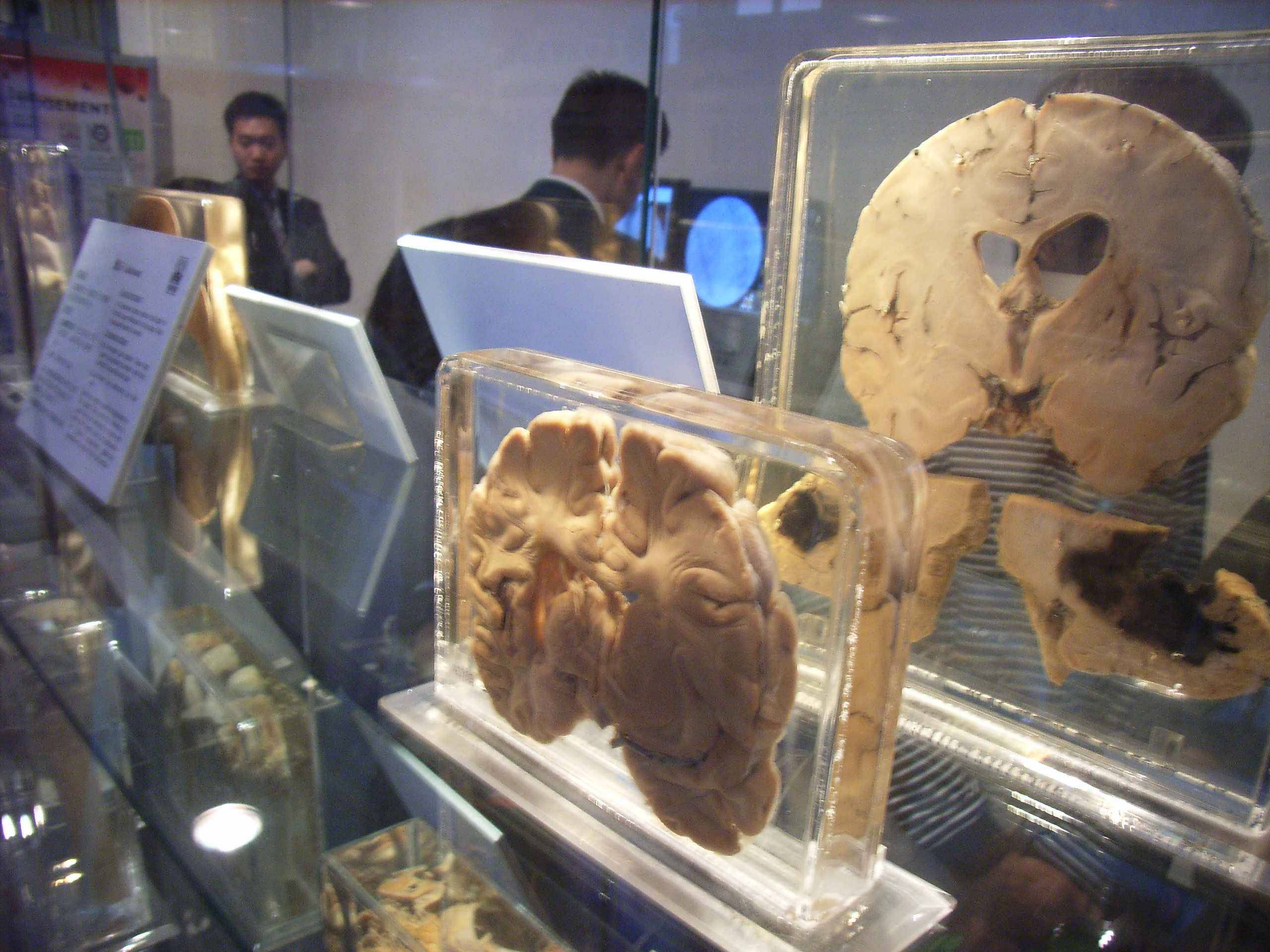
Un autre spécimen.
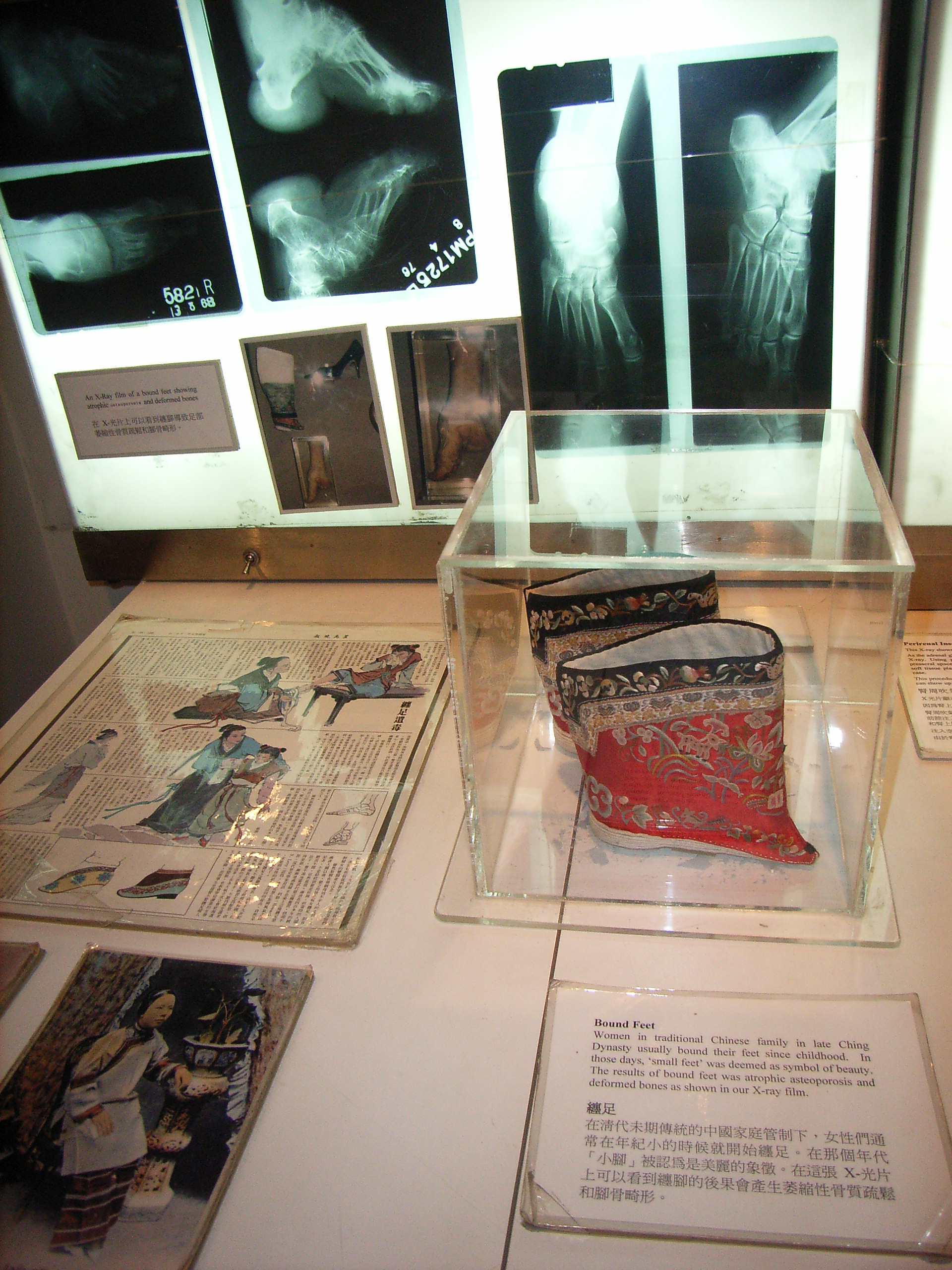
Une exposition sur les pieds bandés.
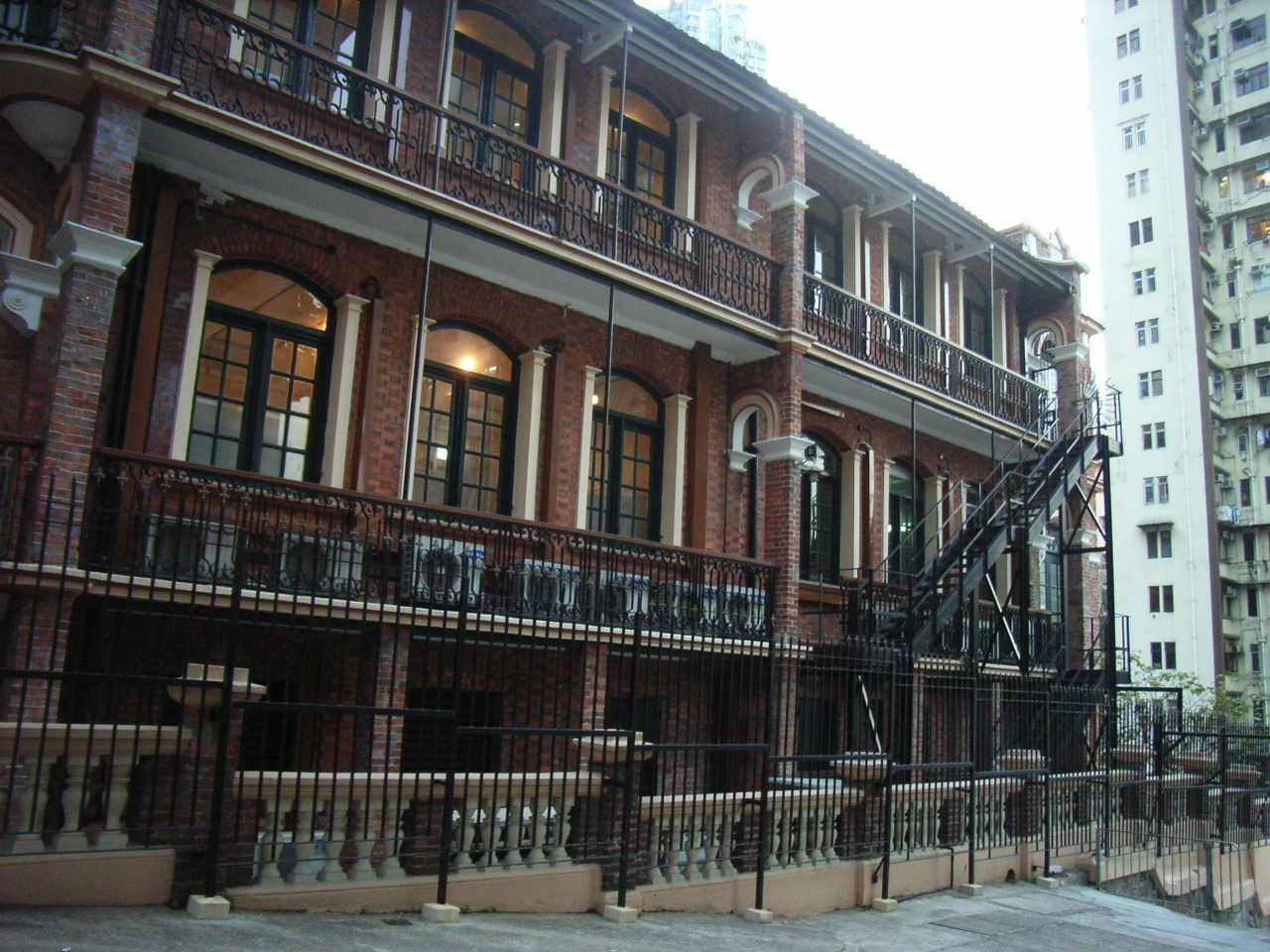
Une sortie du musée.
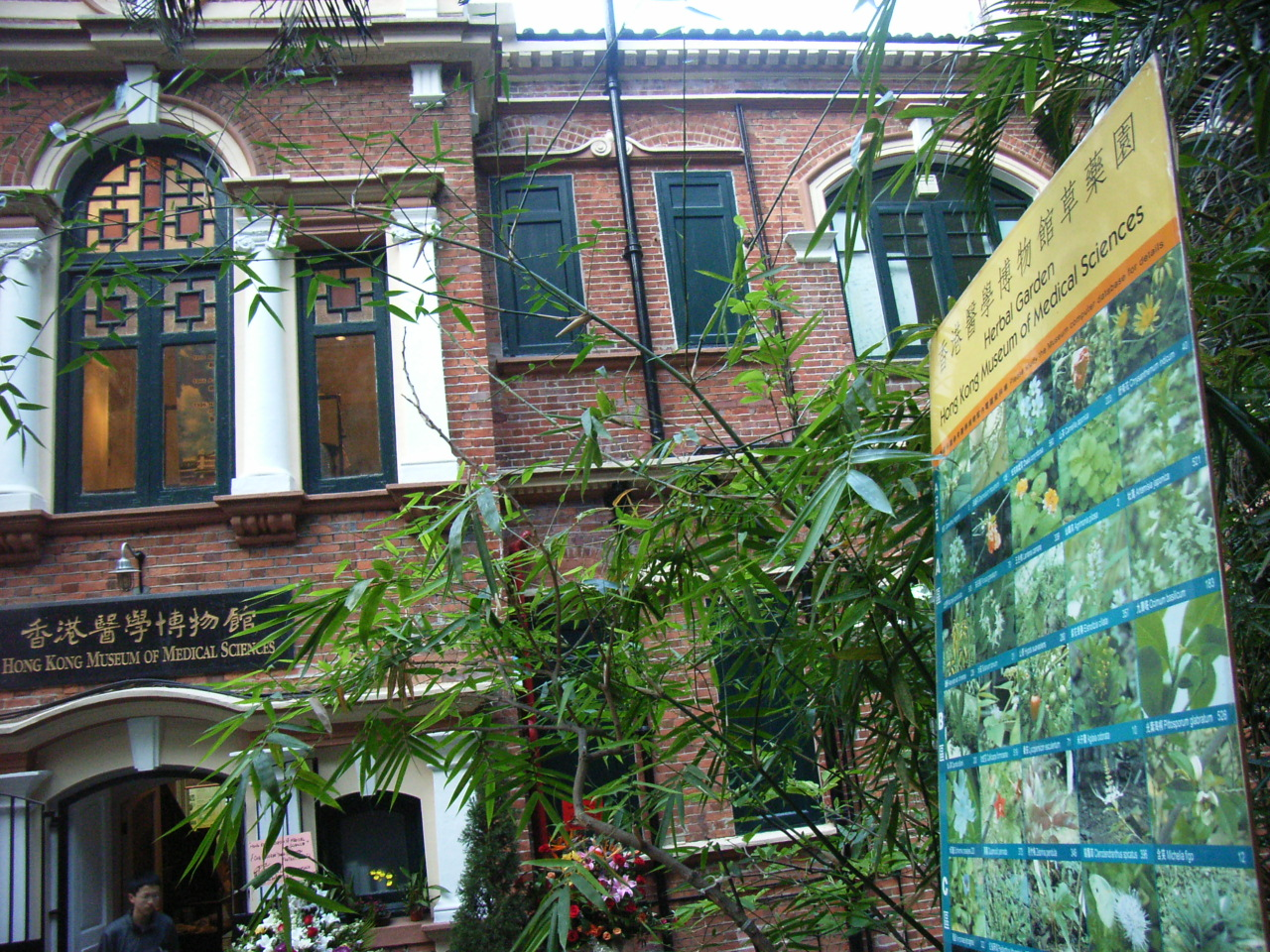
Le musée et son jardin médicinal.
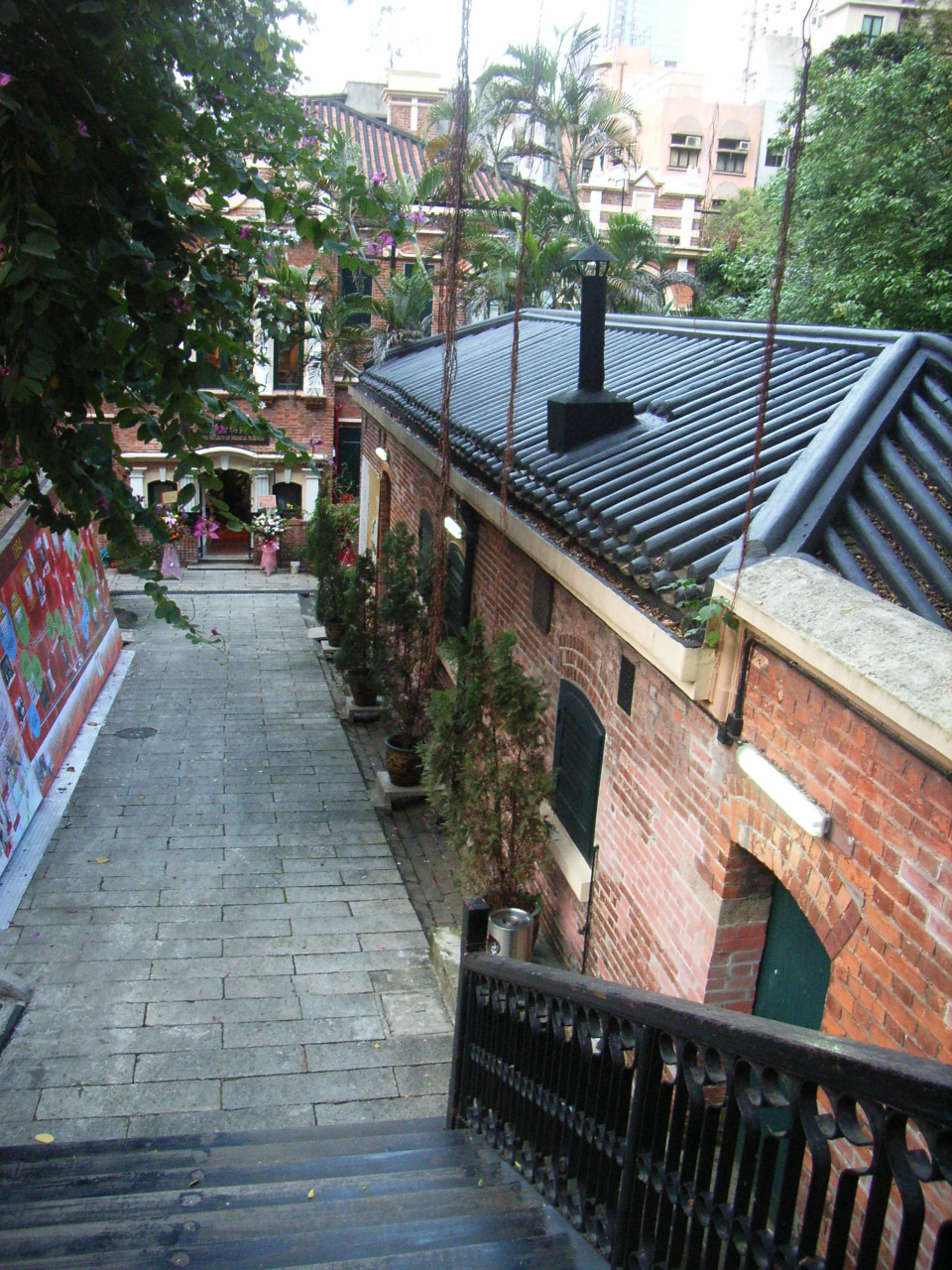
Une entrée du musée.
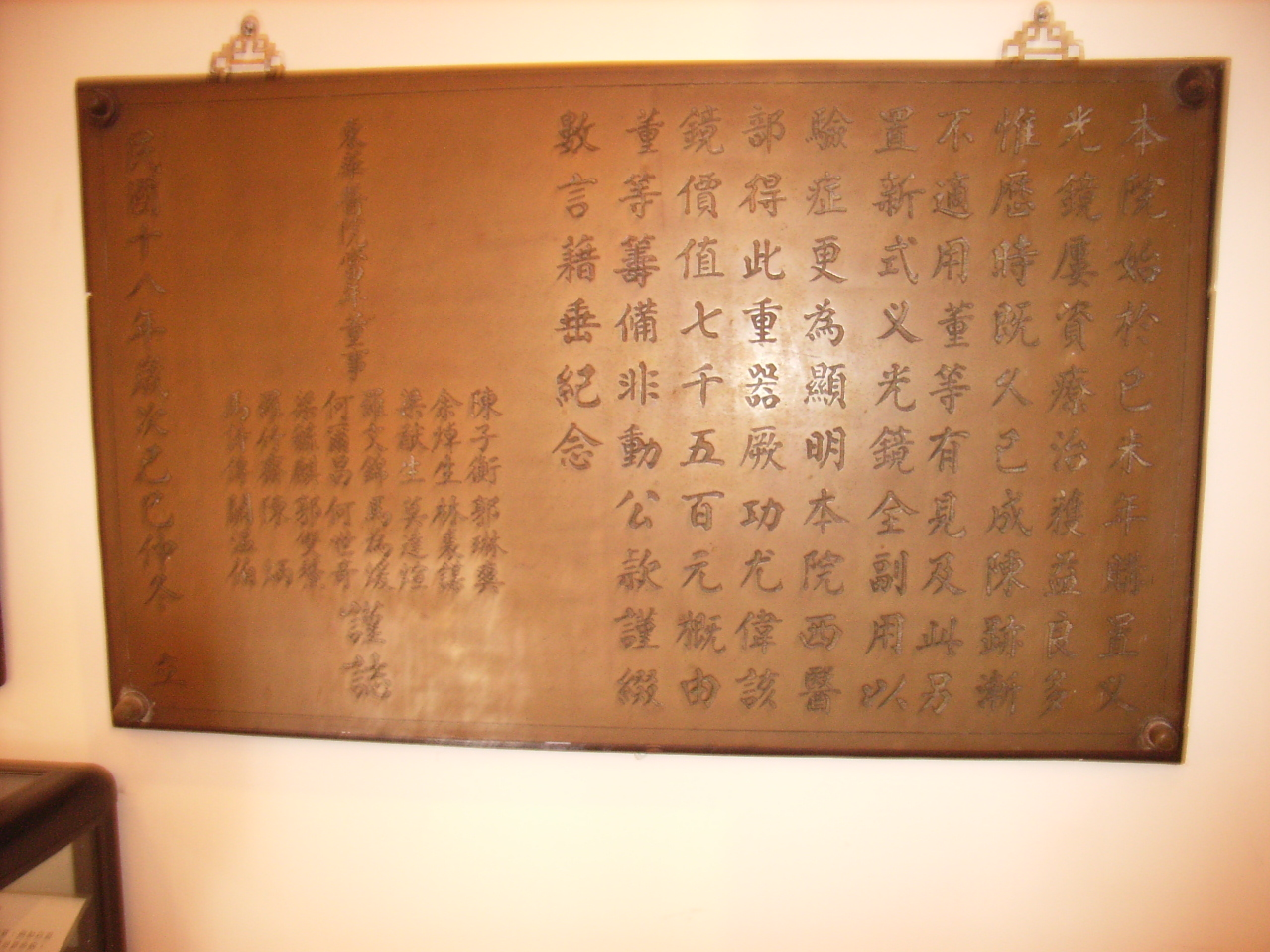
La galerie du groupe d'hôpitaux de Tung Wah (en).
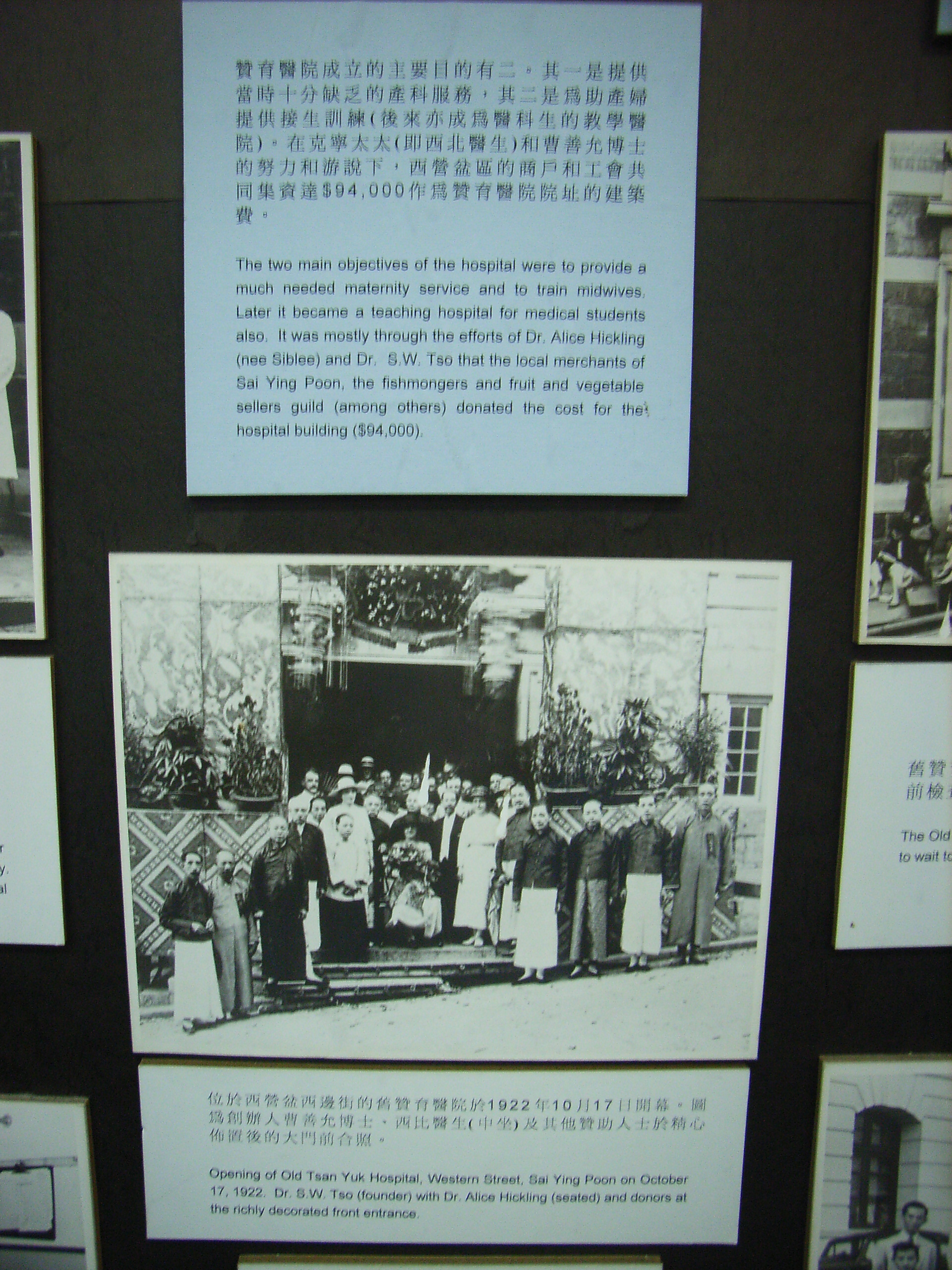
Les expositions expliquent l'histoire de l'hôpital Tsun Yuk.